# Toetsenbordcomputer

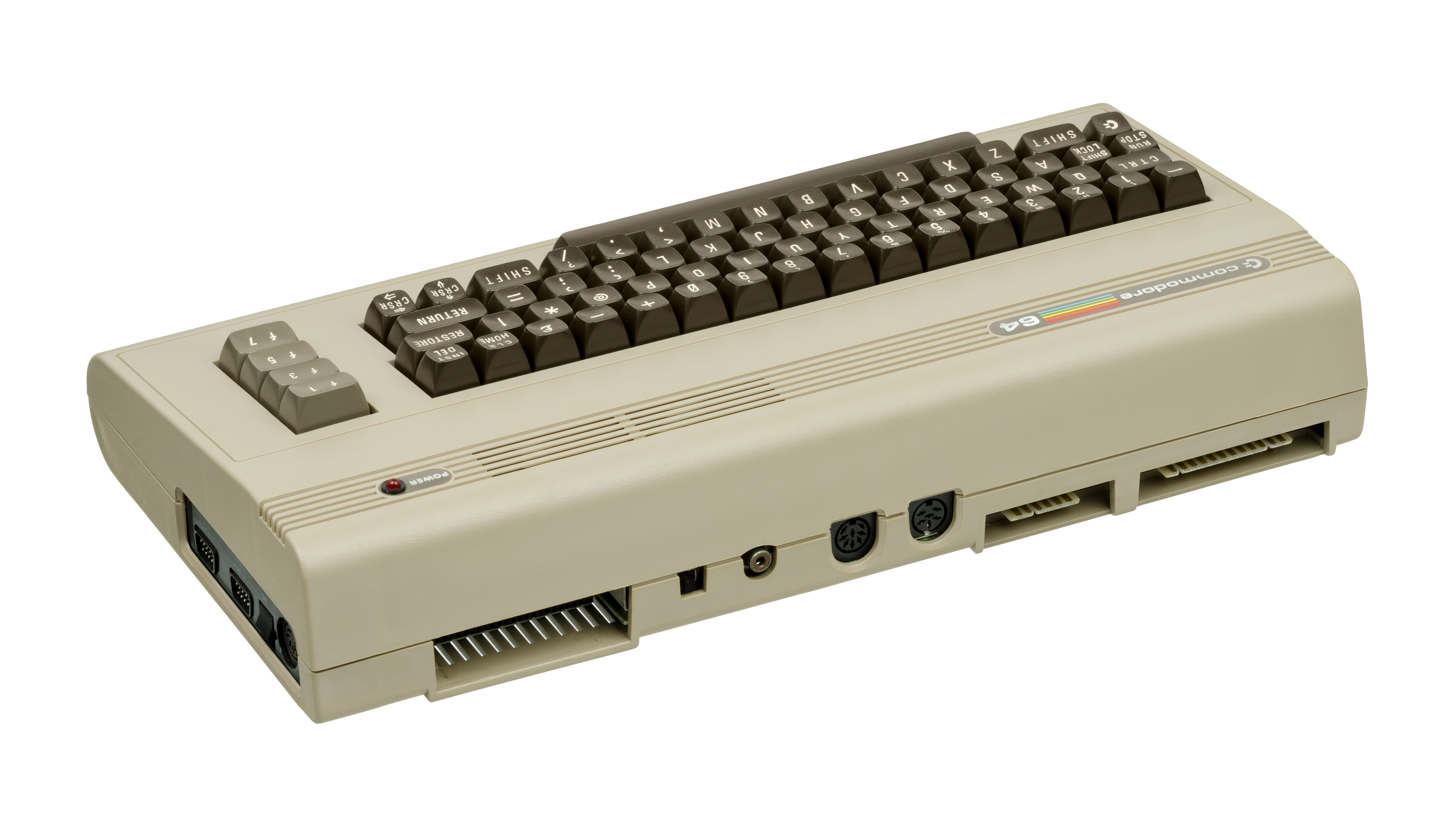
Een Commodore 64; een voorbeeld van een toetsenbordcomputer van de 20e eeuw.

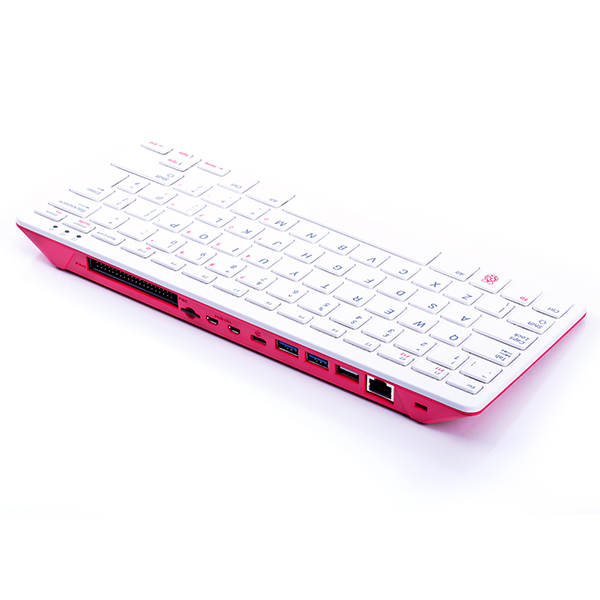
Een Raspberry Pi 400 is een op ARM gebaseerde toetsenbordcomputer geïntroduceerd in 2020.

 Een toetsenbordcomputer is een computer die alle gebruikelijke onderdelen van een personal computer bevat, behalve een scherm, in dezelfde behuizing als het toetsenbord. De voeding is meestal extern en wordt via een adapterkabel op de computer aangesloten. Het moederbord is speciaal ontworpen om erin te passen en het apparaat is groter dan de meeste standaard toetsenborden. Extra randapparatuur zoals een monitor wordt via externe poorten op de computer aangesloten. Meestal is er een minimum aan opslagapparaten ingebouwd.
De meeste thuiscomputers van de late jaren 1970 en de jaren 1980 waren toetsenbordcomputers. Voorbeelden hiervan zijn de Sinclair ZX Spectrum en de meeste modellen van de Atari ST, Xiao Bawang, Commodore 64 en Amiga. Hoewel deze vormfactor rond 1990 uit de mode raakte, zijn er enkele opmerkelijke x86 -toetsenbordcomputers gebouwd, zoals de Olivetti Prodest PC1 in 1988 en de Schneider EuroPC-serie tussen 1988 en 1995.
Voorbeelden van latere ontwikkelingen zijn de Commodore 64 WebIt van Tulip, het Asus Eee Keyboard en de (nooit uitgebrachte) Commodore Invictus PC. De Raspberry Pi Foundation heeft in november 2020 de Raspberry Pi 400 aangekondigd met "quad-core 64-bits processor, 4 GB RAM, draadloos netwerken, dual-display-uitgang en 4K-videoweergave, evenals een 40-pins GPIO-header".